# Parti démocratique national (îles Vierges britanniques)
Le Parti démocratique national ((en) : National Democratic Party) (NDP) est un parti politique des Îles Vierges britanniques fondé en 1999 par Orlando Smith.